# کتاب مدیریت خانه خانم بیتون
کتاب مدیریت خانه خانم بیتون، که با عنوان کتاب آشپزی خانم بیتون نیز منتشر شده، راهنمای جامعی برای نگهداری از خانه در بریتانیای ویکتوریایی است که توسط ایزابلا بیتون ویرایش و برای اولین بار در سال ۱۸۶۱ به صورت کتاب منتشر شد. این کتاب که پیش از این به صورت بخش‌هایی جداگانه منتشر شده بود، در ابتدا و به‌طور خلاصه عنوان «کتاب مدیریت خانهٔ بیتون» را از مجموعه کتاب‌های راهنمای منتشر شده توسط همسرش، ساموئل بیتون، داشت. برخلاف دستورهای آشپزی موجود در کتاب‌های آشپزی قبلی، این دستورهای جدید بسیار ساختارمند و با صفحات تک‌رنگ زیادی مصور شده بودند.
اگرچه خانم بیتون در سال ۱۸۶۵ درگذشت، اما این کتاب همچنان فروش زیادی داشت. اولین نسخه‌های پس از مرگ او حاوی آگهی ترحیم او بود، اما نسخه‌های بعدی این آگهی را نداشتند و به خوانندگان این تصور را دادند که هر کلمه توسط خانم بیتونِ باتجربه نوشته شده است. بسیاری از دستور پخت‌ها از موفق‌ترین کتاب‌های آشپزی آن زمان کپی شده‌اند، از جمله کتاب «آشپزی مدرن برای خانواده‌های خصوصی» اثر الیزا آکتون (که اولین بار در سال ۱۸۴۵ منتشر شد)، «خانه‌دار باتجربهٔ انگلیسی» اثر الیزابت رافالد (که در ابتدا در سال ۱۷۶۹ منتشر شد)، «شیرینی‌پز سلطنتی پاریسی» اثر ماری آنتوان کارم (۱۸۱۵)، «هنر آشپزی ساده و آسان» اثر هانا گلس (۱۷۴۷)، «سیستم جدید آشپزی خانگی» اثر ماریا الیزا راندل (۱۸۰۶) و همچنین آثار چارلز المه فرانکاتلی (۱۸۰۵–۱۸۷۶). این عمل خانم بیتون را در دوران مدرن بارها به عنوان سرقت ادبی توصیف شده است.

## تاریخچه

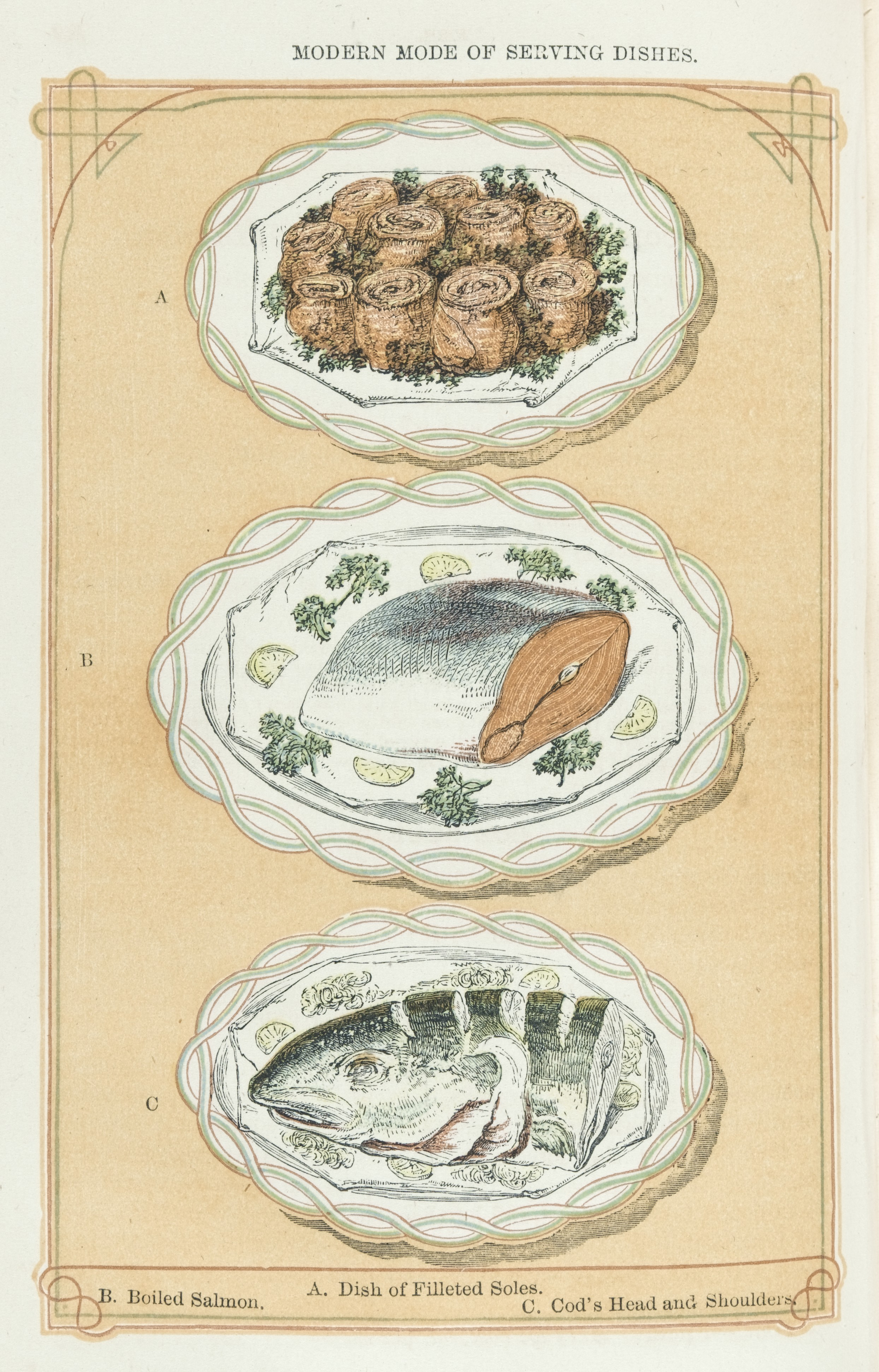
تصویری از پخت انواع ماهی

ایزابلا بیتون، هنگام شروع کار روی این کتاب ۲۱ سال داشت. این کار در ابتدا به صورت مجموعه‌ای در ۲۴ قسمت ماهانه، در مجلهٔ زنان انگلیسی، که متعلق به همسرش ساموئل اورچارت بیتون بود، منتشر می‌شد؛ اولین قسمت این دستورات آشپزی در سال ۱۸۵۹ منتشر شد. در ۱ اکتبر ۱۸۶۱، بخش‌های مختلف در یک جلد با عنوان «کتاب مدیریت خانه» جمع‌آوری شد که شامل اطلاعاتی برای خانم خانه، خانه‌دار، آشپز، خدمتکار آشپزخانه، پیشخدمت، پادو، کالسکه‌چی، خدمتکار خانم، خدمتکار همه‌کاره، خدمتکار رختشویخانه، پرستار و خدمتکار کودک، پرستاران ماهانه برای نوزادان و بیماران و غیره بود. – همچنین یادداشت‌های بهداشتی، پزشکی و حقوقی: به همراه تاریخچه‌ای از منشأ، خواص و کاربردهای تمام چیزهایی که با زندگی و آسایش خانگی مرتبط هستند.
من تلاش کرده‌ام در فصل‌های مربوط به آشپزی، ترتیب قابل فهمی برای هر دستور غذا، فهرستی از «مواد لازم»، شرحی ساده از «روش» تهیه هر غذا، و تخمین دقیقی از «هزینه»، «تعداد افرادی» که برای آنها «کافی» است، و زمان «مناسب» تهیه آن ارائه دهم.

### رویکرد

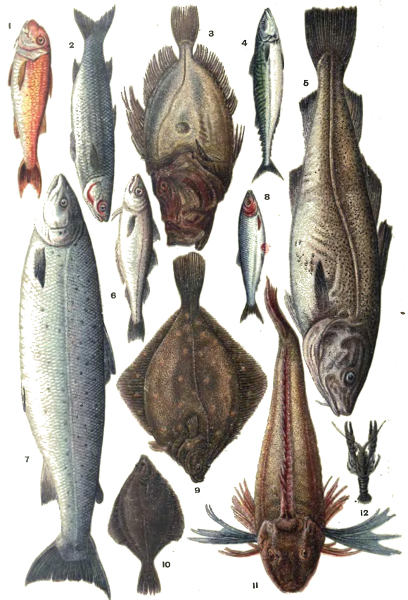
صفحه ۱۹۰۷ تمام رنگی، انواع ماهی‌هایی که می‌توانید از ماهی‌فروش بخرید: کفال قرمز، آویشن ماهی، زرکوب‌ماهی جان، ماهی خال مخالی، ماهی روغن، ماهی سفید، ماهی آزاد، شاه‌ماهی، صاف‌ماهی، کفشک ماهی، خروسک‌ماهی، خارچنگ

مقدمه، هدف کتاب را ارائه غذای خوب پخته شده به «مردان» در خانه بیان می‌کند، غذایی که بتواند با آنچه می‌توانند «در کلوپ‌ها، میخانه‌های مرتب و غذاخوری‌هایشان» بخورند، رقابت کند. خانم بیتون ادعا می‌کند که:

من تلاش کرده‌ام در فصل‌های مربوط به آشپزی، ترتیب قابل فهمی برای هر دستور غذا، فهرستی از «مواد لازم»، شرحی ساده از «روش» تهیه هر غذا، و تخمین دقیقی از «هزینه»، «تعداد افرادی» که برای آنها «کافی» است، و زمان «مناسب» تهیه آن ارائه دهم.

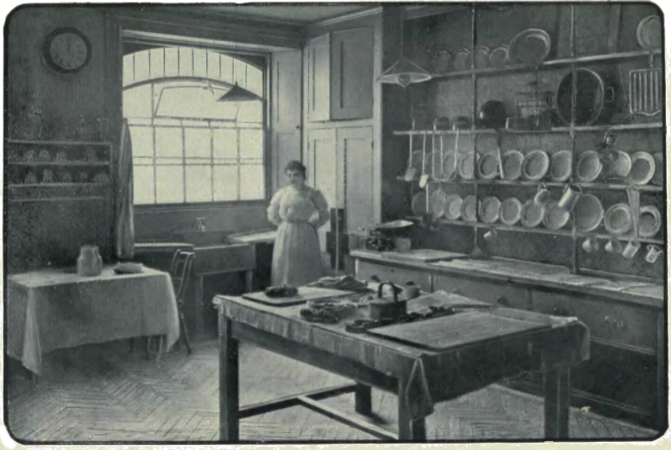
آشپزخانه با یک خانه‌دار، ۱۹۰۷
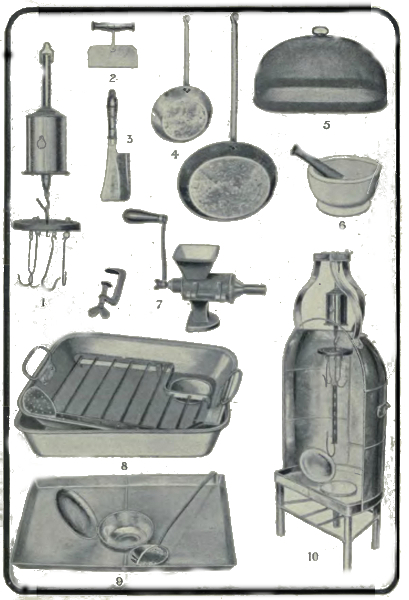
تجهیزات آشپزخانه، ۱۹۰۷
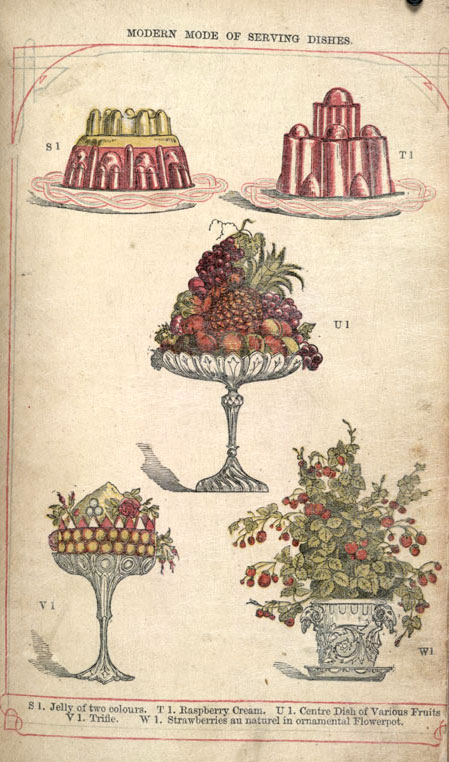
بشقاب رنگی تمام صفحه از پودینگ‌ها
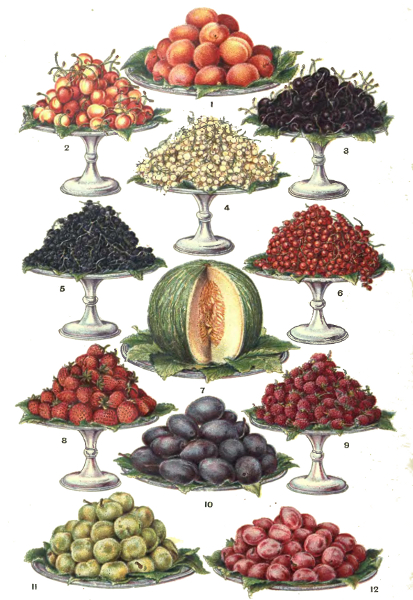
بشقاب رنگی تمام صفحه از میوه‌ها
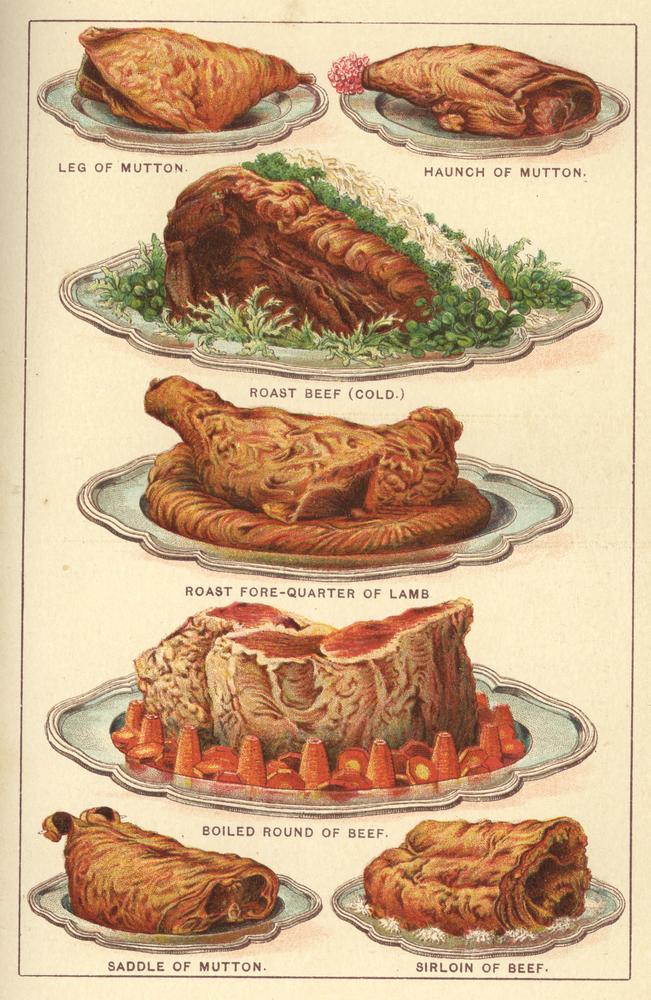
گوشت کبابی، ۱۹۰۱

او توضیح می‌دهد که بدین ترتیب تلاش می‌کرد اصول اولیه آشپزی را برای هر «زن خانه‌دار» «قابل فهم» کند.
فصل اول، لحن کتاب را با نقل قولی از کتاب امثال سلیمان تنظیم می‌کند.
بنابراین، این کتاب از سحرخیزی، پاکیزگی، صرفه‌جویی، خوش‌خلقی و خردمندیِ مصاحبه با خدمتکاران به جای تکیه بر منابع کتبی، حمایت می‌کند.
آشپزی با کلماتی دربارهٔ «پیشرفت بشر از بربریت به تمدن» آغاز می‌شود، با اشاره به انسان «در حالت اولیه‌اش، [که] با ریشه‌ها و میوه‌های زمین زندگی می‌کند]، که به نوبه خود به «شکارچی و ماهیگیر» تبدیل می‌شود؛ سپس به «گله‌دار» و در نهایت به «وضعیت راحت یک کشاورز». پذیرفته شده است که «میوه‌های زمین، پرندگان هوا، جانوران صحرا و ماهی‌های دریا، هنوز تنها غذای بشر هستند»، اما:
اینها چنان با مهارت و نبوغ، بهبود یافته و آراسته شده‌اند که وسیله‌ای برای گسترش بی‌حد و حصر مرزهای لذت‌های انسانی هستند.

## نفوذ و میراث

### معاصر
مقدمه کتاب آشپزی کوئینزلند (۱۸۷۸) نوشته ویلهلمینا راوسون، که در استرالیا منتشر شده است، می‌گوید: «کتاب آشپزی خانم لنس راوسون … کاملاً برای مستعمرات، و برای طبقات متوسط، و برای آن دسته از افرادی که توانایی خرید کتاب خانم بیتون یا وارن را ندارند، اما می‌توانند تنها سه شیلینگ برای این [کتاب] بپردازند، نوشته شده است.
خانم بیتون به عنوان «مادربزرگ الهه‌های خانگی مدرن» توصیف شده است، مانند نایجلا لاوسون و دلیا اسمیت، که مانند بیتون، نیاز به ارائه توصیه‌های اطمینان‌بخش در مورد مسائل آشپزی برای طبقات متوسط بریتانیا را تشخیص داده بودند. با این حال، در حالی که لاوسون و اسمیت «اصرار دارند که آشپزی می‌تواند آسان، سرگرم‌کننده و بدون پیچیدگی باشد»، بیتون «زحمت و مهارت لازم برای آشپزی خوب را تصدیق می‌کند».
این کتاب بارها در قسمت «سرآشپز ماهر» از سریال تلویزیونی «باد در بیدها» به آن اشاره شده است. آقای تاد سعی می‌کند سوفله زردآلو درست کند، اما باد صفحات را به سمت داروی «ضماد خردل و دانه کتان» که در اواسط کتاب آمده بود، می‌برد. او متوجه نمی‌شود. خوشبختانه، روغن دانه کتان در فر مشتعل می‌شود و قبل از اینکه بتواند غذا را برای دوستانش سرو کند، آن را از بین می‌برد.
جرارد بیکر، نویسنده و سرآشپز حوزه غذا، ۲۲۰ دستور غذای بیتون را آزمایش و اصلاح کرد و نتیجه را با عنوان «خانم بیتون: چگونه آشپزی کنیم» (۲۰۱۱) منتشر کرد.